# セルウィウス・スルピキウス・ガルバ (紀元前54年法務官)
セルウィウス・スルピキウス・ガルバ（ラテン語: Servius Sulpicius Galba, ？ - 紀元前43年？）は、共和政ローマ末期の政務官。紀元前54年には法務官（プラエトル）になっている。ローマ皇帝ガルバの曽祖父に当たる。

## ガリア戦争
紀元前58年からのガリア戦争においては、属州総督ガイウス・ユリウス・カエサルの総督副官（レガトゥス）を任され、軍団長（レガトゥス・レギオニス）として第12軍団（Legio XII Fulminata)を指揮した。
紀元前57年には、アルプス山脈に登山道を開通させるために第12軍団とともに派遣され、レマン湖東方のナントゥアテス族・ウェラグリ族・セドゥニ族などのガリア人諸部族の領土を制圧して冬営した。ガルバが数日間、谷底のオクトドゥルス村に冬営していたところ、反旗を翻したウェラグリ族とセドゥニ族に包囲攻撃されて窮地に陥ったが、何とか撃退した（オクトドゥルスの戦い）。ガルバは目的を達することができずに、西方のアッロブロゲス族の領土まで撤退した。

## カエサル暗殺
後年、カエサルが独裁体制を築くと、ガルバは執政官（コンスル）任官に反対された。紀元前44年、ガルバはブルトゥスとカッシウスらのカエサル暗殺の陰謀に参加した。この結果、クィントゥス・ペディウスの法により断罪されて処刑された。